# Южненское сельское поселение (Краснодарский край)
Южненское сельское поселение — муниципальное образование в Белореченском районе Краснодарского края России.
Административный центр — посёлок Южный.
В рамках административно-территориального устройства Краснодарского края муниципальному образованию соответствует Южный сельский округ, относящийся к городу краевого подчинения Белореченску.

## Население
| 2010  | 2012  | 2013  | 2014  | 2015  | 2016  | 2017  |
| ----- | ----- | ----- | ----- | ----- | ----- | ----- |
| 6747  | ↗6787 | ↗6880 | ↗7042 | ↗7175 | ↗7212 | ↗7221 |
| 2018  | 2019  | 2020  | 2021  | 2023  |       |       |
| ↗7281 | ↗7319 | ↗7328 | ↘7171 | ↘7168 |       |       |

## Населённые пункты
В состав сельского поселения (сельского округа) входят 3 населённых пункта:
| № | Населённый пункт | Тип населённого пункта | Население (чел.) |
| - | ---------------- | ---------------------- | ---------------- |
| 1 | Южный            | посёлок                | ↗3574            |
| 2 | Новый            | посёлок                | ↘654             |
| 3 | Заречный         | посёлок                | ↗2663            |